# Gonarcticus abdominalis
Gonarcticus abdominalis är en tvåvingeart som först beskrevs av Zetterstedt 1846.  Gonarcticus abdominalis ingår i släktet Gonarcticus och familjen kolvflugor. Arten är reproducerande i Sverige. Inga underarter finns listade i Catalogue of Life.